# Arapiraca (tiểu vùng)
Arapiraca là một tiểu vùng thuộc bang Alagoas, Brasil. Tiều vùng này có diện tích 2431 km², dân số năm 2007 là 369847 người.